# Jean-Baptiste Piette
Pour les articles homonymes, voir Piette.
Jean-Baptiste Piette, né le 1er août 1747 à Rumigny, dans les Ardennes, mort le 2 octobre 1818 à Rumigny, est un homme politique français.

## Biographie
Après des études à Charleville et à Paris, ce fils d'un bourgeois et notable de Rumigny entre dans le 1er régiment de dragons commandé par le comte de La Blache.
Mais à la demande de sa famille, il quitte la carrière des armes, et reprend des études en droit. Il est reçu avocat au bailliage de Rumigny, le 12 décembre 1771. Il se marie à Marie Louise Lacaille, de la famille de Nicolas Louis de Lacaille, le 14 juin 1774 à Bossus-lès-Rumigny. En 1780, il joint à cette charge d'avocat celle de notaire. 
En 1789, à  la veille de la Révolution, il acquiert le château de la Cour des Prés, situé à l'extrémité méridionale de Rumigny.
Ouvert aux idées philosophiques des Lumières, il accueille avec intérêt cette Révolution,. Il est élu maire de Rumigny le 31 janvier 1790, mais échange ces fonctions contre celles de juge de paix le 24 octobre suivant. La fonction de juge de paix est également élective. Le 26 août 1792, il est un des électeurs choisis par l'assemblée du canton de Rumigny pour nommer les députés des Ardennes à la Convention nationale. La deuxième assemblée électorale doit se tenir à Sedan. Se rendant dans cette ville, Piette, informé en chemin de mouvements ennemis, prévient les autorités françaises. Signalé à l'ennemi, il aurait traversé la Meuse à un gué, et échappé ainsi à un peloton de cavalerie qui le poursuivait.
Le 5 septembre 1792, Piette est élu deuxième député-suppléant à la Convention pour le département des Ardennes. Nommé en janvier 1793 membre du directoire du département des Ardennes, il porte à Paris en mai les plaintes de l'administration de ce département contre les décisions de deux représentants en mission, Hentz et Laporte, envoyés sur ce territoire, et favorables aux sans-culottes. Sans succès.
Peu de temps après, le 12 juin 1793, Piette est appelé à siéger à la Convention, titulaire en remplacement d'un démissionnaire. Il entre dans cette assemblée après le procès de Louis XVI. C'est l'époque de la Terreur.  Il est membre des comités des finances, des domaines et d'aliénation des biens nationaux,. Il s'efforce de jouer discrètement un rôle d'apaisement et de clémence. À trois reprises, en particulier, il fait sortir de prison  son ancien colonel, Alexandre de Falcoz de La Blache. Son attitude éveille les défiances du comité de salut public, et il est inquiété. Ce comité du salut public écrit le 31 janvier 1794 à l'administration des Ardennes pour avoir des renseignements sur lui. La réponse parle de l'opposition passée de Piette aux arrêtés de Hentz et de Laporte, et insinue que « les coups frappants et salutaires que portèrent aux ennemis de la Révolution ces deux estimables représentants, firent jeter les hauts cris par tous ceux qui, sans doute, se sentaient entachés de modérantisme et d'aristocratie, ou attaqués de toute autre maladie contre-révolutionnaire. ». Jean Baptiste Piette bénéficie toutefois de la protection de Lazare Carnot et de son compatriote ardennais, Edmond Louis Alexis Dubois-Crancé. Il n'est pas  arrêté. Par prudence toutefois, il se met en retrait des luttes entre les différentes factions jusqu'au 9 thermidor. Et il ne peut sauver la tête de Louis Gabriel d'Hangest, un ci-devant habitant également Rumigny.

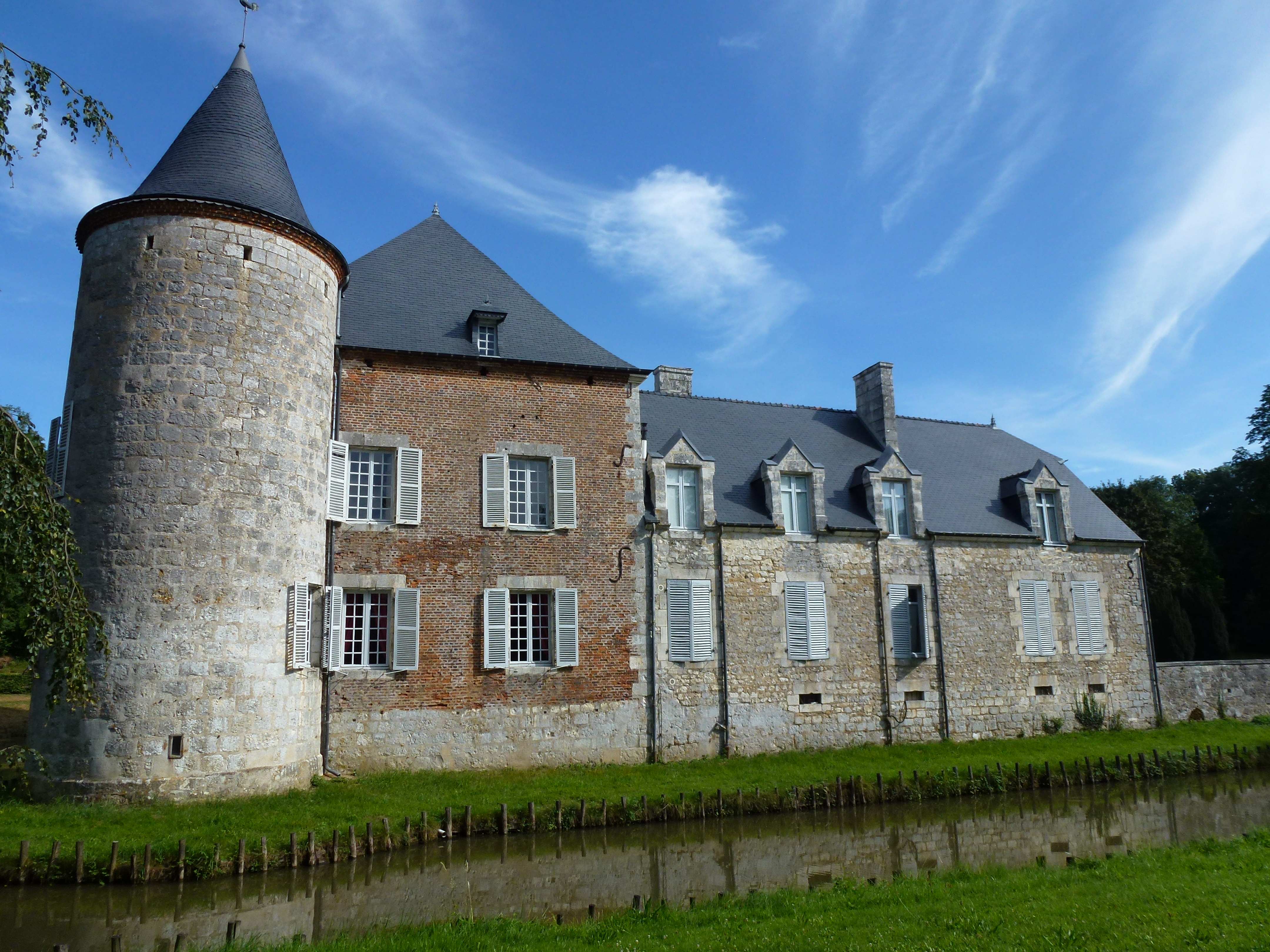
Sa demeure à Rumigny, le château de la Cour des Prés

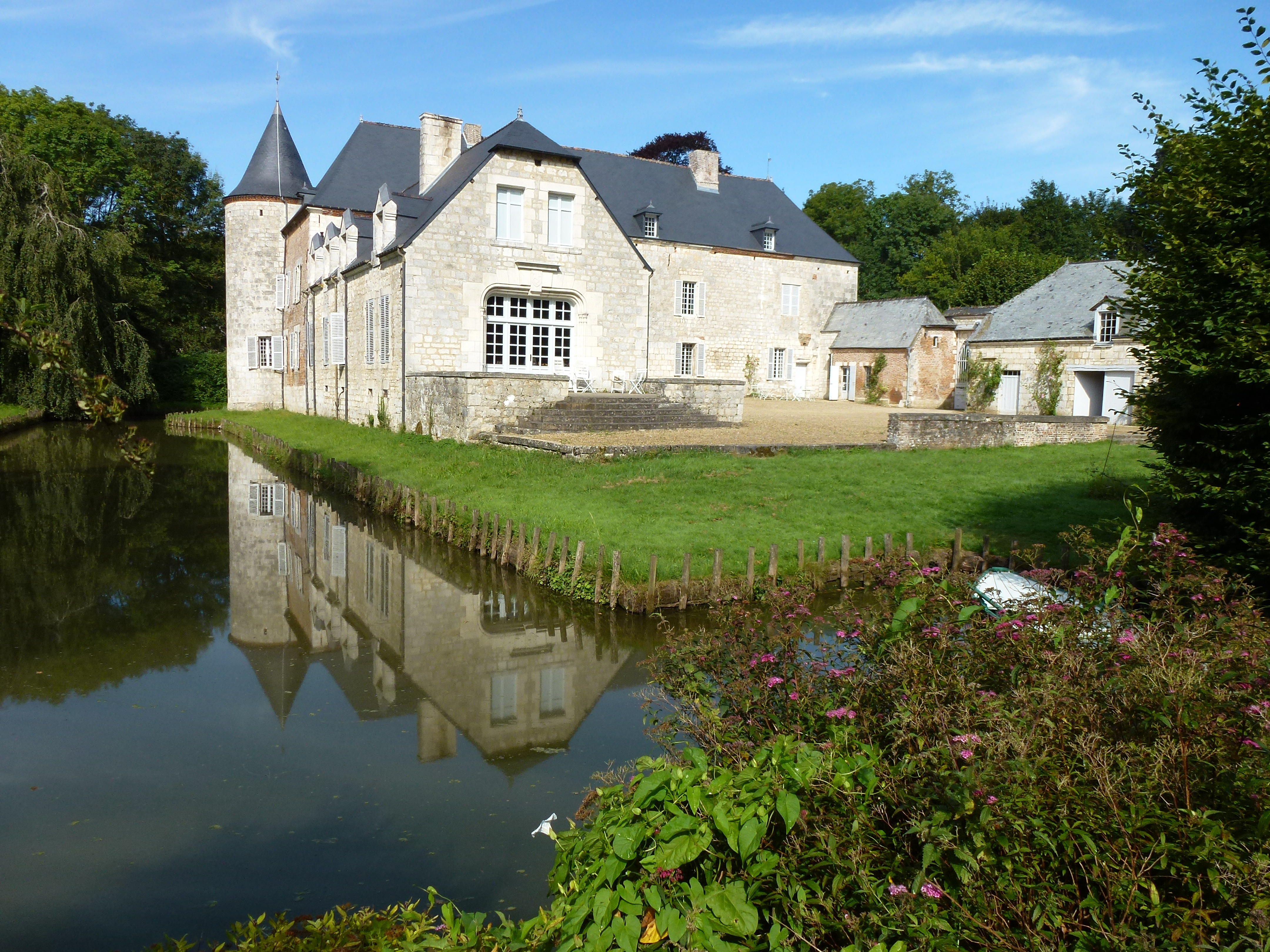
La partie méridionale du château de la Cour des Prés

La légende veut que Robespierre lui ait reproché aussi l'allure aristocratique de sa demeure à Rumigny. Toujours est-il qu'il continue les aménagements de ses prédécesseurs, agrandissant la partie méridionale de ce château et lui donnant un caractère plus résidentiel, en agrandissant les fenêtres. Il comble aussi  une partie des fossés et supprime le pont-levis.
Après la chute de Robespierre, il participe de nouveau de façon plus active aux travaux de l'Assemblée, s'associant en particulier aux mesures diverses d'apaisement.
En octobre 1795, Piette est réélu député des Ardennes au Conseil des Anciens. En 1796 et 1797, il intervient à l'Assemblée sur la nécessité de maintenir les ventes de biens nationaux. En mai 1798, il  fait rejeter une résolution autorisant la ville d'Issoudun à vendre les croix et les tombes de son cimetière. Dans son intervention, il argumente que ceci ne peut se faire, dit-il, « sans troubler le repos des morts et manquer au respect qu'on doit à leurs cendres ». Le Conseil des Anciens est supprimé en 1799.
Il se retire à Rumigny et y est nommé conseiller municipal. Il est appelé, en 1801, aux fonctions de commissaire du pouvoir exécutif auprès du tribunal de Rocroi, titre qu'il échange, en 1805, contre celui de procureur auprès du même tribunal. Il continue d'habiter Rumigny. En 1813, il doit renoncer à ses fonctions à Rocroi, en raison de problèmes de santé. 
Nommé, aux Cent-Jours, maire de Rumigny, il est révoqué à la seconde Restauration, un mois après, puis est réintégré, le 25 décembre suivant. Il conserve ce mandat jusqu'à sa mort.
De son mariage, il laisse six enfants. Le préhistorien Édouard Piette est un de ses petits-fils.